# مشرف الشهري
مُشَرَّف الشِّهْري (1383- 1443 هـ / 1963- 2021 م) عالم وداعية وباحث وتقني سعودي. مُؤسِّس أكبر موقع وقاعدة بيانات للكتب والأبحاث العلمية "الباحث العلمي"، وأكبر موقع للمخطوطات الإسلامية "جامع المخطوطات الإسلامية"، ويُعَدُّ هو أول مَن نشر وأتاح المخطوطات العربية على الشابكة، وقد لُقِّب بـ "صاحب اليد البيضاء"؛ لكثرة مشاريعه النافعة، وأياديه البيضاء على طلاب العلم.

## ولادته وتحصيله
وُلد أبو محمد، مُشَرَّف بن محمد بن حسن الخشرمي الشِّهْري، في قرية خشرم التابعة لمحافظة النماص، سنة 1383هـ/ 1963م، نشأ يتيمًا؛ تُوفيت والدته وهو رضيعٌ، ثمَّ توفي والده وهو دون البلوغ.
درس في الثانوية العسكرية، ثمَّ التحق بكلية الملك عبدالعزيز الحربية، وتخرَّج فيها عام 1405هـ/ 1985م، وعمل ضابطًا في الدفاع الجوي إلى أن تقاعد على رتبة عميد. كان شغوفًا بطلب العلم والقراءة والحفظ، ومجالسة العلماء، والسعي في عمل الخير ودعمه بجهده وماله.

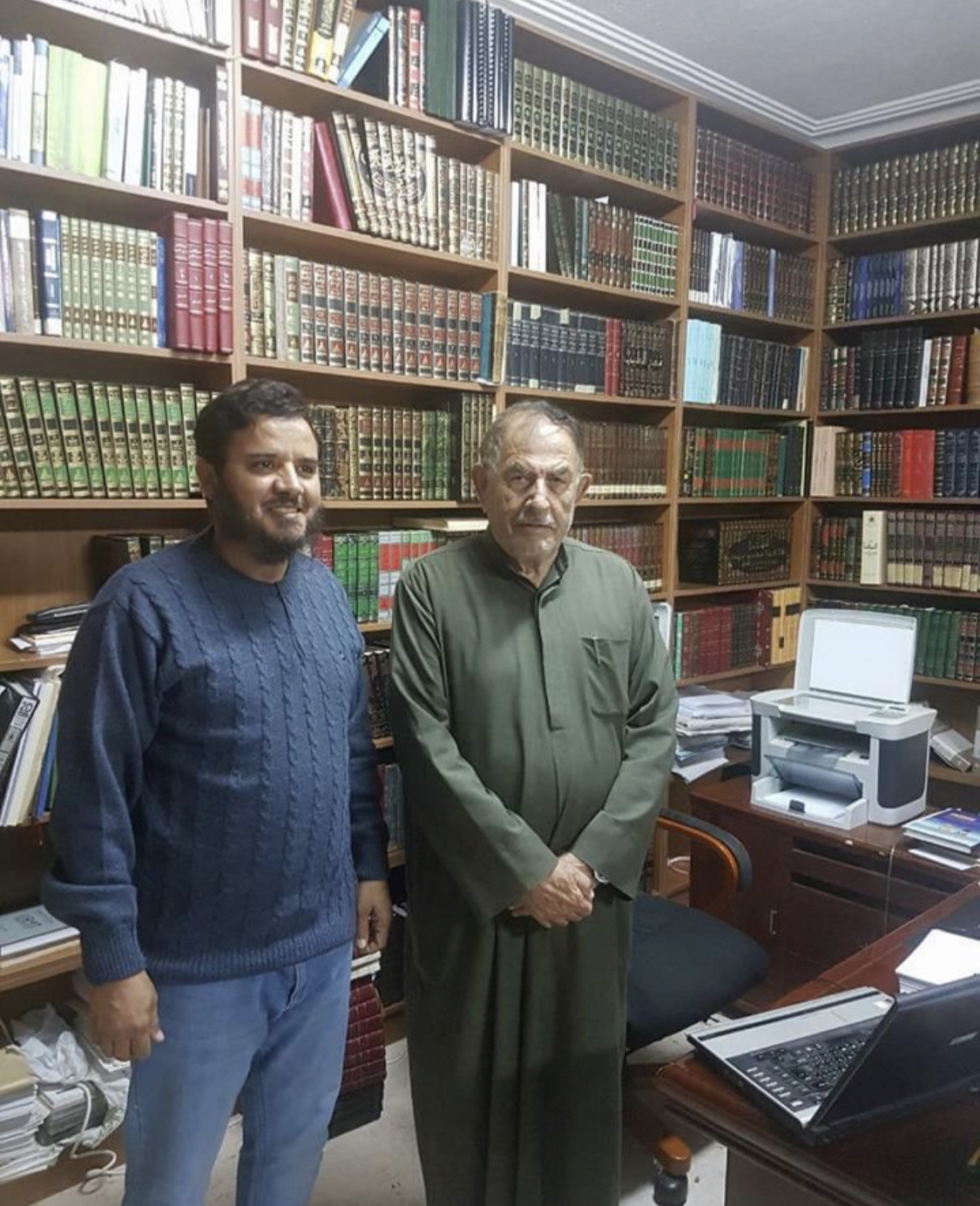
مشرف الشهري مع المحقق بشار عواد

## مشاريعه العلمية
قال الأستاذ أحمد بن عبد المحسن العسَّاف: "حلَّ الشيخ مشرف إلى التقنية وعوالمها مبكرًا، وجمع تراث الكثير من العلماء المكتوب منه والمسموع والمرئي، وأعاد جمعه وتصنيفه، ثمَّ توزيعه مجانًا على أهل العلم والدعوة والإصلاح، وانفتل بعد ذلك نحو المخطوطات جمعًا وتصنيفًا وإتاحة؛ خدمة للباحثين والدارسين حيثما كانوا، وأردف بمشروعات علمية كثيرة". هي:

#### مشروعات الكتب:
1. فهارس جامع الكتب المصورة.
2. هارديسك جامع الكتب المصور
3. خزانة الفقيه
4. المكتبة التاريخية
5. المتون العلمية
6. لغة القرآن
7. الكتب والرسائل الدعوية
8. فهرس جامع المخطوطات
9. جامع الكتب المصورة
10. مكتبة أهل الحديث
11. المكتبة القرآنية
12. الباحث العلمي
13. الباحث العلمي المطور
14. مكتبة العقيدة والمذاهب والأديان
15. الرسائل العلمية والبحوث المحكمة
16. جامع المخطوطات

#### مشروعات الدروس العلمية:
1. جامع الدروس العلمية
2. عقيدتي
3. شذرات
4. فهرس جامع الدروس العلمية
5. فكر وبناء
6. تفقه
7. قناة إشارتي

#### مشروعات العلماء والمشايخ:
1. الشيخ ابن باز
2. الشيخ ابن جبرين
3. الشيخ الألباني
4. الشيخ محمد الشنقيطي
5. الشيخ عبدالكريم الخضير
6. الشيخ يوسف الغفيص
7. الشيخ عبدالسلام الشويعر
8. الشيخ ابن عثيمين
9. الشيخ البراك
10. الشيخ صالح آل الشيخ
11. الشيخ عبدالمحسن الزامل
12. الشيخ سعد الشثري
13. الشيخ سعيد القحطاني
14. فهارس قنوات العلماء

#### المشروعات الصوتية والمنوعة:
1. ختمات القرآن
2. الأترجة
3. مقرأة مشكاة / رجال
4. تلاوات
5. الكتب التسعة
6. علم لأخبار المشروع
7. الكتب الصوتية
8. قناة قال: حدثنا
9. تسجيلات الهدى
10. عودة ودعوة
11. كرتون إسلامي
12. خير للتصاميم

## كلماته
كان للشيخ حسابٌ نشطٌ على تويتر ينشُرُ فيه كلماتٍ ونقولاتٍ علميةً مؤثرةً، ومن آخر ما كتبه في حسابه:
- «المرض يُظهر الإنسان على حقيقته المجردة، فبينما هو بين أهله وأحبَّائه في خير وعافية؛ إذ يُداهمه عارض لم يكن في باله، فيقلب حياته رأسًا على عقب، فتتوقَّف كل برامجه، ويصبح رهينَ داره، فتذكرت الحديث: "هل تنتظرون إلَّا .. أو مرضًا مفسدًا"، فبادرْ بالأعمال الصالحة، ولا تُسوِّف ولا تعجِز».
- «أخي، أكثِر الآن وأنت صحيحٌ مقيمٌ من فعل الخيرات، والتزوُّد من الصالحات، وردِّ المظالم، والتقلُّل من السيئات. فلا تدري متى تشغل، تمرض، تموت. لا تُؤخِّر مشاريعك، لا تُكثر التسويف في أيِّ عملٍ يُقرِّبك من الله؛ فإنك لا تدري في أي ساعة ستُودِّعها. نصيحة تقبَّلوها من نادمٍ مُفرِّطٍ».

## قالوا عنه
- قال الشيخ د. عبدالرحمن الشهري: "رحم الله أخي وصديقي العزيز مشرف الشهري ورفع درجاته، وكفر سيئاته، وأحسن عاقبته ومكافأته. عرفته منذ 1422هـ عندما زارني في منزلي بالرياض، وكان في بداية عنايته بجمع تراث أهل العلم، ولم تزده الأيام إلا جدا واجتهادا في خدمة العلم وطلابه. استودعناك الله يا أبا محمد، وجمعنا بك في الجنة."
- قال د. عبد الحميد الكراني: "إنا لله، وإنا إليه راجعون، فاضت اليوم الاثنين 9-5-1443هـ روح أخينا مشرف الشهري الطاهرة الزاكية لباريها، بعد نفع قضاه للعلم والعلماء قل نظيره، وجهد بذله عز مثيله؛ فعم نفعه أرجاء العالم، اللهم منزلة الصديقين؛ وإن طلبة العلم والساحة العلمية على فراقك يا مشرف الشهري لفي حزن عظيم".
- قال الشيخ الأديب أحمد العساف: " ونحن اليوم نودع رجلًا نال شرف خدمة العلم في دنياه، ونبتهل لربنا أن يجري ثوابه عليه وشفاعته له في برزخه وحيدًا، ويوم مبعثه، وحين يقوم الناس للحساب، وعند عبور الصراط، ولحظة تطاير الصحف، حتى يغدو صنيعه شفيعًا له ونورًا وأجرًا ورفعة درجات، فارحم اللهم عبدك مشرف بن محمد بن حسن الخشرمي الشهري (1383-1443)، واغفر له وجازه بالحسنات إحسانًا، وبالسيئات عفوًا وغفرانًا".
- قال الشيخ سعيد الغامدي: "رحم الله أخانا الباذل الكريم الشيخ مشرف الشهري وأحسن عزاء أهله وكل طلاب العلم ولله ما أعطى وما أخذ وكل شيء عنده بأجل مسمى مضى محمودا مخلّفا علما نافعا في ميزانه ان شاء الله إنه صاحب أياد بيضاء على كثير من طلبة العلم في العالم مع عشرات المشاريع التطوعية والقنوات الإسلامية".

## وفاته ونعيه
توفي يوم الاثنين 9 جمادى الأولى 1443هـ الموافق 13 ديسمبر 2021م في الرياض، وصُلِّي عليه ظهر الثلاثاء بجامع الراجحي، ودُفن في مقبرة النسيم.
قال الأستاذ أحمد العساف: "عمل على مشاريعه من شروق الشمس إلى غروبها دون أن ينقطع إلَّا لصلاةٍ أو نومٍ أو طعامٍ، حتى مرض بسببها في خلاياه وعيونه، ومن مضاعفات مرضه تُوفي".
نعاه معهد المخطوطات العربية بالقاهرة على صفحته الرسمية: "ينعى المعهدُ الأستاذَ الباحث السعودي مشرف محمد الشهري الذي وافته المنية صباح أمس الاثنين 13 / 12 / 2021، والذي بذل عمره في خدمة باحثي التراث والعلم والمخطوطات؛ وذلك من خلال جمع صور المخطوطات في مكتبات العالم المختلفة، وإتاحتها لهم دون مقابل؛ على موقع (جامع المخطوطات الإسلامية)؛ ولإنشائه موقعَ (الباحث العلمي) الذي ضمَّنه عدة محاور بحثية هي (جامع الكتب)، و(جامع الدروس)، و(جامع المخطوطات) رحم الله الفقيد، وأسكنه فسيح جنانه، وألهم أهله الصبر والسلوان!".

## رثاؤه
رثاه العديدُ من العلماء وطلاب العلماء منهم:
الدكتور أحمد سعدون:
الدكتور ماجد الشيبة: